# Entoloma cuneatum
Entoloma cuneatum är en svampart som först beskrevs av Giacopo Bresàdola, och fick sitt nu gällande namn av Meinhard (Michael) Moser 1978. Entoloma cuneatum ingår i släktet Entoloma och familjen Entolomataceae.  Artens status i Sverige är: Ej påträffad. Inga underarter finns listade i Catalogue of Life.